# 윌리엄 페리
윌리엄 제임스 페리(William James Perry 1927년 10월 11일~)는 미국의 사업가, 공학자이다.

## 생애
1994년 외과수술적 타격(Surgical Strike,또는 정밀타격)으로 북한 핵시설을 타격하는 강경책을 입안했다고 언론을 통해 알려졌으나 이는 전혀 고려하지않은 것이라 한다.  그는 1999년 미국 정부의 북핵 조정관으로 북한을 두 차례나 드나들며 '페리 해결안'(Perry Process)을 만들었다. 북한은 벼랑끝 전술이라는 말을 들어가며 핵합의에 임했고 결국 합의에 이르렀다. 그러나 다음 미국 대통령 부시가 북한을 믿을 수없다고 잘 따라오던 북한의 행동을 보고도 이를 뒤집어버려 북한의 분노를 사게 되었다.
1927년 10월 펜실베니아 주, 벤더그리프트에서 출생했다.
고등학교를 졸업한 직후인 1946년 입대하여, 당시 제2차 세계대전 종전과 함께 점령군으로 일본에 주둔 중이던 미 육군부대에서 1년간 복무했다. 이후 스탠포드 대학교에서 학사, 석사를 차례로 취득했고, 1955년까지 미 육군 예비군 소속으로 ROTC 장교로 복무했다. 그리고 1957년에는 펜실베니아 주립대학에서 수학 박사학위를 받았다.

## 초기 경력
1960~70년대에는 본인의 기술 업체를 창업하여 경영하였고, 이때의 능력을 미 국방부로부터 인정받아 지미 카터 대통령 시절인 1977년부터 4년 동안 국방성의 '연구-기술 담당 차관'(Undersecretary of Defense for Research and Engineering)으로 재직했다. 간단히 말해서 주요 무기체계의 연구개발, 획득을 직접 관장하는 직책이었는데 그의 재직 시절에 개발을 주도했던 무기들 가운데는 그 유명한 스텔스 전폭기도 있었다.